# Ingerthorpe
Ingerthorpe – osada w Anglii, w North Yorkshire. W 1931 osada liczyła 64 mieszkańców.